# Lední hokej na Zimních olympijských hrách 2022 – kvalifikace muži – první kvalifikační kolo
První kvalifikační kolo se hrálo od 7. až do 10. listopadu 2019 ve dvou skupinách po čtyřech týmech systémem každý s každým. Turnaje se odehráli v Kockelscheueru v Lucembursku a v San-ja v Číně. Vítězové turnajů postoupili do druhého kvalifikačního kola podle jejich postavení v žebříčku IIHF.

## Legenda
Toto je seznam vysvětlivek použitých v souhrnech odehraných zápasů.
| - PH1 – Branka v přesilové hře (5 na 4) - PH2 – Branka v přesilové hře (5 na 3) - VO1 – Branka v oslabení (4 na 5) | - VO2 – Branka v oslabení (3 na 5) - SV – Gól při signalizovaném vyloučení - PB – Gól do prázdné branky | - PP – Gól při odvolání brankáře (power play) - ts. – Gól z trestného střílení - vla. – Vlastní gól | - TG – Technický gól |

## Skupiny

### Skupina N
Tato skupina se odehrála od 8. do 10. listopadu 2019 v Kockelscheueru v Lucembursku.
Zúčastnily se jí 4 týmy:  Lucembursko,  Spojené arabské emiráty,  Bosna a Hercegovina a  Kyrgyzstán.
| Tým                     | Z | V | VP | PP | P | GV | GI | +/- | B |
| ----------------------- | - | - | -- | -- | - | -- | -- | --- | - |
| Kyrgyzstán              | 3 | 3 | 0  | 0  | 0 | 29 | 10 | +19 | 9 |
| Spojené arabské emiráty | 3 | 2 | 0  | 0  | 1 | 15 | 16 | -1  | 6 |
| Lucembursko (H)         | 3 | 1 | 0  | 0  | 2 | 17 | 11 | +6  | 3 |
| Bosna a Hercegovina     | 3 | 0 | 0  | 0  | 3 | 7  | 31 | −24 | 0 |

Všechny časy jsou místní (UTC+1).
| 8. listopadu 2019 15:45 | Spojené arabské emiráty | 4–9 (2–1, 2–3, 0–5) | Kyrgyzstán | Kockelscheuer Ice Rink, Kockelscheuer Návštěvnost: 200 |  |

| Zpráva                                                                                               | |                                                     | |                                                               |
| Khaled Al-Suwaidi Ahmed Al-Dhaheri                                                                   | Khaled Al-Suwaidi Ahmed Al-Dhaheri                                                                   | Brankáři                                            | Aleksandr Petrov | Rozhodčí: Li Ho Ching Čároví: Espen Olsvik Chris Van Grinsven |
| Al-Nuami (Al-Mehairi) – 07:13 Zainutdinov – 16:04 Zainutdinov – 31:23 Zainutdinov (Al-Ameri) – 36:58 | Al-Nuami (Al-Mehairi) – 07:13 Zainutdinov – 16:04 Zainutdinov – 31:23 Zainutdinov (Al-Ameri) – 36:58 | 0–1 1–1 2–1 2–2 3–2 3–3 3–4 4–4 4–5 4–6 4–7 4–8 4–9 | 06:45 – Nosov (PH1) 22:04 – Titov (Kolodii, Kudashev) (PH1) 31:56 – Titov (Gorobets, Kudashev) 35:21 – Tonkikh (Nosov) 46:56 – Gorobets (Egorov) (PH1) 48:41 – Tonkikh (Nosov, Chuvalov) 52:02 – Nosov (Chuvalov, Titov) 53:24 – Tagaev (Shushenkov) 54:41 – Tonkikh (Chuvalov, Nosov) | Rozhodčí: Li Ho Ching Čároví: Espen Olsvik Chris Van Grinsven |
| 34 min                                                                                               | 34 min                                                                                               | Tresty                                              | 12 min | Rozhodčí: Li Ho Ching Čároví: Espen Olsvik Chris Van Grinsven |
| 25                                                                                                   | 25                                                                                                   | Střely                                              | 45 | Rozhodčí: Li Ho Ching Čároví: Espen Olsvik Chris Van Grinsven |

| 8. listopadu 2019 19:15 | Bosna a Hercegovina | 1–10 (0–4, 0–4, 1–1) | Lucembursko | Kockelscheuer Ice Rink, Kockelscheuer Návštěvnost: 676 |  |

| Zpráva                             |                                    |                                               | |                                                                      |
| Edis Pribišić                      | Edis Pribišić                      | Brankáři                                      | Marcus Anselm | Rozhodčí: Vytautas Lukoševičius Čároví: Sidor Krytski Tobias Schwenk |
| Filipović (Mrkva, Ćatović) – 49:37 | Filipović (Mrkva, Ćatović) – 49:37 | 0–1 0–2 0–3 0–4 0–5 0–6 0–7 0–8 0–9 0–10 1–10 | 05:23 – Shelest (Houdremont, Grein) (PH2) 06:17 – Farinon (Welter) (PH1) 13:39 – Welter (Houdremont) 19:15 – Shelest (C. Cannon) (PH1) 31:56 – Eriksson (T. Beran, Bechtold) 32:04 – Shelest (Eriksson, C. Cannon) 34:49 – Grein (Backes) (VO1) 35:46 – C. Cannon (VO1) 38:19 – Grein (Eriksson) (PH1) 47:14 – Sinner (N. Mossong) | Rozhodčí: Vytautas Lukoševičius Čároví: Sidor Krytski Tobias Schwenk |
| 12 min                             | 12 min                             | Tresty                                        | 6 min | Rozhodčí: Vytautas Lukoševičius Čároví: Sidor Krytski Tobias Schwenk |
| 14                                 | 14                                 | Střely                                        | 50 | Rozhodčí: Vytautas Lukoševičius Čároví: Sidor Krytski Tobias Schwenk |

| 9. listopadu 2019 15:45 | Spojené arabské emiráty | 6–3 (3–1, 2–1, 1–1) | Bosna a Hercegovina | Kockelscheuer Ice Rink, Kockelscheuer Návštěvnost: 179 |  |

| Zpráva | |                                     |                                                                                    |                                     |
| Ahmed Al-Dhaheri | Ahmed Al-Dhaheri | Brankáři                            | Dino Pašović Edis Pribišić                                                         | Čároví: Espen Olsvik Tobias Schwenk |
| Remess (Zainutdinov) – 08:35 Zainutdinov (J. Al-Dhaheri) – 09:58 Zainutdinov (Remess) (PH1) 14:00 J. Al-Dhaheri (Zainutdinov) – 24:05 Al-Mazrouei (Rem) (PH1) 24:49 J. Al-Dhaheri, (Savko) – 54:34 | Remess (Zainutdinov) – 08:35 Zainutdinov (J. Al-Dhaheri) – 09:58 Zainutdinov (Remess) (PH1) 14:00 J. Al-Dhaheri (Zainutdinov) – 24:05 Al-Mazrouei (Rem) (PH1) 24:49 J. Al-Dhaheri, (Savko) – 54:34 | 0–1 1–1 2–1 3–1 4–1 5–1 5–2 6–2 6–3 | 05:11 – Hodžić (Mrkva, Ljevak) (PH1) 38:18 – Ćatović (PH1) 55:48 – Filipović (PH1) | Čároví: Espen Olsvik Tobias Schwenk |
| 22 min | 22 min | Tresty                              | 18 min                                                                             | Čároví: Espen Olsvik Tobias Schwenk |
| 42 | 42 | Střely                              | 14                                                                                 | Čároví: Espen Olsvik Tobias Schwenk |

| 9. listopadu 2019 19:15 | Lucembursko | 3–5 (1–0, 0–4, 2–1) | Kyrgyzstán | Kockelscheuer Ice Rink, Kockelscheuer Návštěvnost: 734 |  |

| Zpráva                                                                   |                                                                          |                                 | |                                                               |
| Philippe Lepage Marcus Anselm                                            | Philippe Lepage Marcus Anselm                                            | Brankáři                        | Aleksandr Petrov | Rozhodčí: Cemal Kaya Čároví: Sidor Krytski Chris Van Grinsven |
| Eriksson (Shelest) (PH1) – 17:58 Mosr (Backes) – 48:54 C. Cannon – 55:38 | Eriksson (Shelest) (PH1) – 17:58 Mosr (Backes) – 48:54 C. Cannon – 55:38 | 1–0 1–1 1–2 1–3 1–4 2–4 3–4 3–5 | 25:17 – Nosov (Tonkikh, Chuvalov) (PH1) 28:07 – Kudashev (Gorobets) 30:44 – Gorobets 35:44 – Nosov (Kudashev) (VO1) 59:26 – Tonkikh (VO1,PP) | Rozhodčí: Cemal Kaya Čároví: Sidor Krytski Chris Van Grinsven |
| 6 min                                                                    | 6 min                                                                    | Tresty                          | 14 min | Rozhodčí: Cemal Kaya Čároví: Sidor Krytski Chris Van Grinsven |
| 21                                                                       | 21                                                                       | Střely                          | 35 | Rozhodčí: Cemal Kaya Čároví: Sidor Krytski Chris Van Grinsven |

| 10. listopadu 2019 15:45 | Kyrgyzstán | 15–3 (5–2, 2–0, 8–1) | Bosna a Hercegovina | Kockelscheuer Ice Rink, Kockelscheuer Návštěvnost: 232 |  |

| Zpráva | |                                                                                | |                                                          |
| Kadyr Alymbekov | Kadyr Alymbekov | Brankáři                                                                       | Dino Pašović Ismar Hadžić                                                                                      | Rozhodčí: Li Ho Ching Čároví: Sidor Krytski Espen Olsvik |
| Tonkikh (Nosov) – 01:29 Chuvalov (Egorov) 01:48 Nosov (Tonkikh) 09:28 Kolodii (Aiapov, Titov) 11:58 Gorobets (Terentyev, Tursunbekov) (PH1) – 15:20 Kolodii (Kudashev, Shushenkov) (PH1) – 33:02 Kachkybekov (Titov) (PH1) – 37:33 Tursunbekov (Gorobets, Nosov) – 40:49 Egorov (Chuvalov) – 42:02 Terentyev (Tonkikh, Nosov) – 46:22 Egorov (Chuvalov) – 47:06 Titov – 52:07 Kolodii (Trishkin) – 52:14 Mirbekov (Ulugbek Uuly) – 54:36 Kudashev (Shushenkov) (PH1) – 58:45 | Tonkikh (Nosov) – 01:29 Chuvalov (Egorov) 01:48 Nosov (Tonkikh) 09:28 Kolodii (Aiapov, Titov) 11:58 Gorobets (Terentyev, Tursunbekov) (PH1) – 15:20 Kolodii (Kudashev, Shushenkov) (PH1) – 33:02 Kachkybekov (Titov) (PH1) – 37:33 Tursunbekov (Gorobets, Nosov) – 40:49 Egorov (Chuvalov) – 42:02 Terentyev (Tonkikh, Nosov) – 46:22 Egorov (Chuvalov) – 47:06 Titov – 52:07 Kolodii (Trishkin) – 52:14 Mirbekov (Ulugbek Uuly) – 54:36 Kudashev (Shushenkov) (PH1) – 58:45 | 1–0 2–0 2–1 3–1 3–2 4–2 5–2 6–2 7–2 8–2 9–2 10–2 11–2 11–3 12–3 13–3 14–3 15–3 | 08:49 – Cordalija (Mrkva, Ćatović) (PH1) 10:09 – Hadžihasanović (Mušić, Ljevak) 47:25 – Rakić (Hadžihasanović) | Rozhodčí: Li Ho Ching Čároví: Sidor Krytski Espen Olsvik |
| 6 min | 6 min | Tresty                                                                         | 14 min | Rozhodčí: Li Ho Ching Čároví: Sidor Krytski Espen Olsvik |
| 49 | 49 | Střely                                                                         | 12 | Rozhodčí: Li Ho Ching Čároví: Sidor Krytski Espen Olsvik |

| 10. listopadu 2019 19:15 | Lucembursko | 4–5 (2–2, 2–2, 0–1) | Spojené arabské emiráty | Kockelscheuer Ice Rink, Kockelscheuer Návštěvnost: 403 |  |

| Zpráva | |                                     | |                                                                |
| Philippe Lepage Marcus Anselm                                                                                      | Philippe Lepage Marcus Anselm                                                                                      | Brankáři                            | Ahmed Al-Dhaheri | Rozhodčí: Cemal Kaya Čároví: Tobias Schwenk Chris Van Grinsven |
| Backes (Welter) – 13:12 C. Cannon – 14:05 C. Cannon (Bechtold, Eriksson) (PH1) – 23:33 Backes (Mosr) (PH1) – 25:48 | Backes (Welter) – 13:12 C. Cannon – 14:05 C. Cannon (Bechtold, Eriksson) (PH1) – 23:33 Backes (Mosr) (PH1) – 25:48 | 0–1 0–2 1–2 2–2 3–2 3–3 4–3 4–4 4–5 | 02:07 – Al-Zaabi (Remess, Al-Mazrouei) 10:25 – J. Al-Dhareri (PH1) 24:59 – Zainutdinov 31:42 – Savko (Al-Nuaimi, Al-Kaabi) (PH1) 49:29 – Remess | Rozhodčí: Cemal Kaya Čároví: Tobias Schwenk Chris Van Grinsven |
| 12 min | 12 min | Tresty                              | 22 min | Rozhodčí: Cemal Kaya Čároví: Tobias Schwenk Chris Van Grinsven |
| 24 | 24 | Střely                              | 32 | Rozhodčí: Cemal Kaya Čároví: Tobias Schwenk Chris Van Grinsven |

Vítěz skupiny Kyrgyzstán postoupil (jako hůře postavený vítěz skupin prvního kvalifikačního kola v žebříčku IIHF) do skupiny K, která se hrála v Brasově v Rumunsku v prosinci 2019.

### Skupina O
Tato skupina se odehrála od 7. do 10. listopadu 2019 v San-ja v Číně, zúčastnily se jí čtyři týmy:  Tchaj-wan,  Hongkong,  Kuvajt a  Thajsko. Původně se skupina měla odehrát v Hongkongu, ale kvůli nepokojům bylo místo turnaje přesunuto na čínský ostrov Chaj-nan, který je vzdálen cca 85 minut letu z Hongkongu.
| Tým       | Z | V | VP | PP | P | GV | GI | +/- | B |
| --------- | - | - | -- | -- | - | -- | -- | --- | - |
| Tchaj-wan | 3 | 3 | 0  | 0  | 0 | 20 | 8  | +12 | 9 |
| Thajsko   | 3 | 2 | 0  | 0  | 1 | 21 | 8  | +13 | 6 |
| Hongkong  | 3 | 1 | 0  | 0  | 2 | 19 | 14 | +5  | 3 |
| Kuvajt    | 3 | 0 | 0  | 0  | 3 | 1  | 31 | −30 | 0 |

Všechny časy jsou místní (UTC+8).
| 7. listopadu 2019 13:00 | Tchaj-wan | 5–3 (1–1, 0–0, 4–2) | Thajsko | TUS Ice and Snow Park, Sanya Návštěvnost: 301 |  |

| Zpráva | |                                 | |                                                                |
| Liao Yu-cheng | Liao Yu-cheng | Brankáři                        | Pattarapol Ungkulpattanasuk | Rozhodčí: François Gautier Čároví: Attila Nagy Yeung Ting Kwan |
| Yu Sh. (Yang, Yin) – 16:53 Yang (Lin H.) (SH) – 43:34 Hsiao Po-yua. (Lin H., Shen) (PH1) – 47:20 Yu Sh. (Chen, Yen) – 58:43 Yu Su. (PP) – 59:27 | Yu Sh. (Yang, Yin) – 16:53 Yang (Lin H.) (SH) – 43:34 Hsiao Po-yua. (Lin H., Shen) (PH1) – 47:20 Yu Sh. (Chen, Yen) – 58:43 Yu Su. (PP) – 59:27 | 0–1 1–1 2–1 3–1 3–2 3–3 4–3 5–3 | 04:21 – Nagayama (Thanakroekkiat, Kindborn) (PH1) 52:01 – Thanakroekkiat (Kindborn) (PH1) 55:24 – Forstner (Kindborn, Nagayama) (PH1) | Rozhodčí: François Gautier Čároví: Attila Nagy Yeung Ting Kwan |
| 10 min | 10 min | Tresty                          | 10 min | Rozhodčí: François Gautier Čároví: Attila Nagy Yeung Ting Kwan |
| 29 | 29 | Střely                          | 46 | Rozhodčí: François Gautier Čároví: Attila Nagy Yeung Ting Kwan |

| 7. listopadu 2019 17:00 | Kuvajt | 0–12 (0–4, 0–3, 0–5) | Hongkong | TUS Ice and Snow Park, Sanya Návštěvnost: 250 |  |

| Zpráva                         |                                |                                                    | |                                                               |
| Jasem Al-Sarraf Ahmad Al-Saegh | Jasem Al-Sarraf Ahmad Al-Saegh | Brankáři                                           | Cheung Ching Ho | Rozhodčí: Mohamad Yusoff Čároví: Omar Al-Yassi Tam Weng Leong |
|                                |                                | 0–1 0–2 0–3 0–4 0–5 0–6 0–7 0–8 0–9 0–10 0–11 0–12 | 09:36 – Cheng (Yeung) 14:25 – R. Lee (Cheng) (PH1) 18:04 – Y. Wong (Au-Yeung) 19:03 – Lui (L. Wong) 24:11 – R. Lee (Cheng) 38:00 – Cheng (Yeung) 39:26 – Kan (To, Au-Yeung) 46:48 – Cheng (Lui, L. Wong) (PH1) 49:28 – Kan (Y. Wong) 50:36 – Chau (Law) (PH1) 58:15 – Cheng (R. Lee) (PH1) 59:44 – Wong K. (Au-Yeung, Kan) (PH2) | Rozhodčí: Mohamad Yusoff Čároví: Omar Al-Yassi Tam Weng Leong |
| 28 min                         | 28 min                         | Tresty                                             | 8 min | Rozhodčí: Mohamad Yusoff Čároví: Omar Al-Yassi Tam Weng Leong |
| 13                             | 13                             | Střely                                             | 54 | Rozhodčí: Mohamad Yusoff Čároví: Omar Al-Yassi Tam Weng Leong |

| 8. listopadu 2019 13:00 | Tchaj-wan | 8–0 (0–0, 5–0, 3–0) | Kuvajt | TUS Ice and Snow Park, Sanya Návštěvnost: 230 |  |

| Zpráva | |                                 |                 |                                                               |
| He Wei-chih Liao Yu-cheng | He Wei-chih Liao Yu-cheng | Brankáři                        | Jasem Al-Sarraf | Rozhodčí: Lee Joo-hyun Čároví: Tam Weng Leong Yeung Ting Kwan |
| Lu (Yu Sh.) – 22:15 Hsiao Po-yua. (Shen, Hsiao Po-yun) (PH1) – 28:43 Shen (Lin H.) (PH1) – 30:25 Hsiao Po-yun (Chuang) (SH) – 32:49 Yu Sh. (Lu) (VO1) – 34:16 Chang (Lu) – 46:15 Pao (Lin K.) – 52:34 Hsiao Po-yun (Yu Sh., Shen) – 57:32 | Lu (Yu Sh.) – 22:15 Hsiao Po-yua. (Shen, Hsiao Po-yun) (PH1) – 28:43 Shen (Lin H.) (PH1) – 30:25 Hsiao Po-yun (Chuang) (SH) – 32:49 Yu Sh. (Lu) (VO1) – 34:16 Chang (Lu) – 46:15 Pao (Lin K.) – 52:34 Hsiao Po-yun (Yu Sh., Shen) – 57:32 | 1–0 2–0 3–0 4–0 5–0 6–0 7–0 8–0 |                 | Rozhodčí: Lee Joo-hyun Čároví: Tam Weng Leong Yeung Ting Kwan |
| 29 min | 29 min | Tresty                          | 22 min          | Rozhodčí: Lee Joo-hyun Čároví: Tam Weng Leong Yeung Ting Kwan |
| 60 | 60 | Střely                          | 13              | Rozhodčí: Lee Joo-hyun Čároví: Tam Weng Leong Yeung Ting Kwan |

| 8. listopadu 2019 17:00 | Hongkong | 2–7 (0–3, 1–1, 1–3) | Thajsko | TUS Ice and Snow Park, Sanya Návštěvnost: 255 |  |

| Zpráva                                                 |                                                        |                                     | |                                                              |
| Ho King Chi King                                       | Ho King Chi King                                       | Brankáři                            | Pattarapol Ungkulpattanasuk | Rozhodčí: François Gautier Čároví: Omar Al-Yassi Attila Nagy |
| Cheng (Y. Wong) – 21:08 Y. Wong (Au-Yeung, To) – 46:38 | Cheng (Y. Wong) – 21:08 Y. Wong (Au-Yeung, To) – 46:38 | 0–1 0–2 0–3 1–3 1–4 2–4 2–5 2–6 2–7 | 07:20 – Luckanatinakorn 09:46 – Tengsakul (Kitayama, Nagayama) 16:01 – Thanakroekkiat (Kindborn, Forstner) (PH1) 26:30 – Luckanatinakorn (Forstner, Suwachirat) 52:50 – Rattanachot (Suwachirat, Kindborn) 58:33 – Kitayama (Nagayama, Chartsuwan) 59:20 – Suwachirat (Tengsakul, Khuhakaew) | Rozhodčí: François Gautier Čároví: Omar Al-Yassi Attila Nagy |
| 8 min                                                  | 8 min                                                  | Tresty                              | 10 min | Rozhodčí: François Gautier Čároví: Omar Al-Yassi Attila Nagy |
| 30                                                     | 30                                                     | Střely                              | 55 | Rozhodčí: François Gautier Čároví: Omar Al-Yassi Attila Nagy |

| 10. listopadu 2019 13:00 | Thajsko | 11–1 (2–0, 4–0, 5–1) | Kuvajt | TUS Ice and Snow Park, Sanya Návštěvnost: 318 |  |

| Zpráva | |                                                   |                                      |                                                                 |
| Prawes Kaewjeen Supanat Rungruangwat | Prawes Kaewjeen Supanat Rungruangwat | Brankáři                                          | Jasem Al-Sarraf Ahmad Al-Saegh       | Rozhodčí: Mohamad Yusoff Čároví: Tam Weng Leong Yeung Ting Kwan |
| Kindborn – 02:41 Sukwiboon (Vattanapanyakul) – 03:27 Forstner (Nagayama, Sukwiboon) (PH1) – 32:06 Forstner (Suwachirat, Kindborn) (PH2) – 33:38 Kindborn (Tengsakul, Vattanapanyakul) (PH1) – 34:04 Kitayama (Nagayama) – 34:40 Chartsuwan (Nagayama, Sukwiboon) – 42:43 Kindborn – 44:59 Luckanatinakorn (Tengsakul) – 45:45 Kitayama (Kindborn, Nagayama) (VO1) – 57:13 Phasukkijwatana (Jaradwuttipreeda) – 59:39 | Kindborn – 02:41 Sukwiboon (Vattanapanyakul) – 03:27 Forstner (Nagayama, Sukwiboon) (PH1) – 32:06 Forstner (Suwachirat, Kindborn) (PH2) – 33:38 Kindborn (Tengsakul, Vattanapanyakul) (PH1) – 34:04 Kitayama (Nagayama) – 34:40 Chartsuwan (Nagayama, Sukwiboon) – 42:43 Kindborn – 44:59 Luckanatinakorn (Tengsakul) – 45:45 Kitayama (Kindborn, Nagayama) (VO1) – 57:13 Phasukkijwatana (Jaradwuttipreeda) – 59:39 | 1–0 2–0 3–0 4–0 5–0 6–0 7–0 8–0 9–0 9–1 10–1 11–1 | 47:44 – Al-Ajmi (A. Al-Sarraf) (PH1) | Rozhodčí: Mohamad Yusoff Čároví: Tam Weng Leong Yeung Ting Kwan |
| 4 min | 4 min | Tresty                                            | 24 min                               | Rozhodčí: Mohamad Yusoff Čároví: Tam Weng Leong Yeung Ting Kwan |
| 64 | 64 | Střely                                            | 9                                    | Rozhodčí: Mohamad Yusoff Čároví: Tam Weng Leong Yeung Ting Kwan |

| 10. listopadu 2019 17:00 | Hongkong | 5–7 (1–2, 2–2, 2–3) | Tchaj-wan | TUS Ice and Snow Park, Sanya Návštěvnost: 333 |  |

| Zpráva | |                                                 | |                                                          |
| | | Brankáři                                        | | Rozhodčí: Lee Joo-hyun Čároví: Omar Al-Yassi Attila Nagy |
| Chau (VO1) – 01:31 Cheng – 27:15 Lau (A. Wong) – 28:32 Cheng (L. Wong, Lui) – 44:33 R. Lee (Au-Yeung) (PH1) – 46:43 | Chau (VO1) – 01:31 Cheng – 27:15 Lau (A. Wong) – 28:32 Cheng (L. Wong, Lui) – 44:33 R. Lee (Au-Yeung) (PH1) – 46:43 | 1–0 1–1 1–2 1–3 1–4 2–4 3–4 4–4 5–4 5–5 5–6 5–7 | 03:21 – Lin 07:15 – Lin (Yang) 23:26 – Shen (Hsiao Po-yua.) (VO1) 25:47 – Hsiao Po-yun (Tang) 50:04 – Yang (Hsiao Po-yua., Shen) (PH1) 52:21 – Hsiao Po-yun (Lin, Yang) (PH1) 59:02 – Lin (SH, ENG) | Rozhodčí: Lee Joo-hyun Čároví: Omar Al-Yassi Attila Nagy |
| 14 min | 14 min | Tresty                                          | 12 min | Rozhodčí: Lee Joo-hyun Čároví: Omar Al-Yassi Attila Nagy |
| 22 | 22 | Střely                                          | 50 | Rozhodčí: Lee Joo-hyun Čároví: Omar Al-Yassi Attila Nagy |

Vítěz skupiny Tchaj-wan postoupil (jako lépe postavený vítěz skupin prvního kvalifikačního kola v žebříčku IIHF) do skupiny L, která se hrála ve španělské Barceloně v prosinci 2019 a lednu 2020.